# Elaphoglossum christianeae
Elaphoglossum christianeae är en träjonväxtart som beskrevs av John T. Mickel. Elaphoglossum christianeae ingår i släktet Elaphoglossum och familjen Dryopteridaceae. Inga underarter finns listade.